# Venturia ribis
Venturia ribis är en svampart som beskrevs av Sivan. 1985. Venturia ribis ingår i släktet Venturia och familjen Venturiaceae.   Inga underarter finns listade i Catalogue of Life.